# Thierry Śmiałek
Thierry Śmiałek (fr. Thierry la Fronde, pl. dosłownie Thierry-proca) – francuski serial młodzieżowy, zrealizowany w latach 1963–1966.  W Polsce był emitowany przez TVP w latach 70. XX w. w ramach programu dla młodzieży Ekran z bratkiem. W roli tytułowej występował Jean-Claude Drouot.
Serial opowiada o walce Francuzów z angielskimi okupantami w czasach wojny stuletniej. Akcja rozgrywa się w 1360 r. w regionie Sologne, położonym w centralnej Francji. Tytułowy Thierry, podobnie jak inna postać z tamtych czasów – Robin Hood, jest szlachcicem, który za walkę z Anglikami zostaje pozbawiony majątku i skazany na banicję. Przybiera wtedy przydomek Thierry Śmiałek i w konspiracji walczy o prawa swych rodaków.

## Fabuła
Na serial składają się 52 półgodzinne odcinki (cztery sezony).
Młody francuski rycerz, Thierry de Janville, planuje spisek, mający na celu uwolnienie przetrzymywanego w angielskiej niewoli króla Jana II Dobrego. Zdradzony przez zaufanego człowieka, Florenta, i uwięziony w lochu własnego zamku, ucieka z pomocą przypadkowego współwięźnia, złodzieja Jehana. W bezpiecznym opuszczeniu miasta pomaga im Isabelle, zakochana w rycerzu dziewczyna, oraz jej wuj, biedny rzemieślnik Martin. W trakcie ucieczki uwalniają skazanego na śmierć kowala Bertranda, który przyłącza się do Thierry'ego i Jehana. Razem ukrywają się w lesie. Tymczasem Florant, w imieniu Czarnego Księcia (książę Edward, syn króla Edwarda III), przejmuje ziemie swego byłego pana i ogłasza, że Thierry de Janville został wyjęty spod prawa. Bardzo szybko Thierry staje się miejscową legendą. Przyłączają się do niego: Martin, komediant Judas, poeta Pierre i Boucicalt, cierpiący na amnezję wędrowiec. Kolejne próby schwytania lub skompromitowania ich kończą się dla Florenta fiaskiem. Wkrótce też okazuje się, że będący na pozornie przegranej pozycji banici są w stanie zagrozić potężnemu Czarnemu Księciu i jego sojusznikowi, Karolowi d'Evreux, królowi Navarry. Ich wierność dla pokonanego króla Francji i jego syna okazuje się być bardzo cenna.

### Odcinek 1: Wyjęty spod prawa
Thierry de Janville planuje wyprawę do Anglii, by uwolnić króla Jana II. Nie wie, że jego zaufany intendent, Mesire Florent, jest zdrajcą, zaprzedanym angielskiemu księciu. W trakcie narady z przyjacielem, młodym szlachcicem de Bruel, zostaje zaatakowany przez angielskich żołnierzy, których sprowadził Florent. De Bruel ginie, a Thierry zostaje uwięziony w lochach własnego zamku. Jego ziemie przechodzą pod zarząd Florenta, który zostaje oficjalnym pełnomocnikiem Czarnego Księcia.
Mieszkańcy Janville pozornie godzą się z tym stanem rzeczy, potajemnie jednak sprzyjają swemu panu. Szczególnie kowal Bertrand, który uważa Thierry'ego za swego przyjaciela, buntuje się przeciw nowej władzy. Również Isabelle, zakochana w Thierrym dziewczyna z ludu, i jej wuj Martin chcą mu pomóc, lecz nie wiedzą, jak mogliby to zrobić. Nieoczekiwana pomoc przychodzi ze strony Jehana, drobnego złodziejaszka, który zostaje uwięziony w tym samym lochu co młody rycerz i pomaga mu w ucieczce. Florent ogłasza, że Thierry de Janville jest wyjęty spod prawa i wyznacza cenę za jego głowę.
Isabelle i Martin pomagają uciekinierom opuścić miasteczko. Po drodze Thierry i Jehan uwalniają Bertranda, który ma zostać powieszony za bunt. We trzech ukrywają się w lesie. Thierry przybiera nowy przydomek i oznajmia, że odtąd nie da spokoju Florentowi i Czarnemu Księciu.

### Odcinek 2. Kompania
Trzej przyjaciele odwiedzają Janville w przebraniu mnichów. Chcą zdobyć broń, bez której trudno myśleć o skutecznej walce. Zostają rozpoznani przez miejscowego księdza, ale ten udowadnia, że jest sprzymierzeńcem. Tego samego dnia do miasteczka przybywają wędrowni komedianci, a wraz z nimi młody mężczyzna, dotknięty amnezją. Jest wycieńczony i zgłodniały. Thierry wysyła go do Martina, by ten go nakarmił. Jego własne plany krzyżuje tymczasem poeta Pierre, który za wygłaszanie antyangielskich wierszy zostaje aresztowany. Thierry i jego towarzysze próbują mu pomóc. Nie udaje się im go uwolnić, za to zostają zdemaskowani i muszą uciekać. Przypadkowo Martin i jego nowy znajomy, nazwany przez niego Boucicault, wchodzą w drogę żołnierzom i również zmuszeni są do ucieczki.
Przyjaciele postanawiają jednak uwolnić Pierre'a, któremu grozi szubienica. Pomoc proponuje im jeden z komediantów, Judas, Isabelle i ksiądz. Dzięki nim udaje się nie tylko uwolnić poetę, ale i zdobyć broń. Wszyscy jednak są od tej pory uznani za wrogów władzy.

### Odcinek 3. Sabot Isabelle
Florent i kapitan Chandoz, komendant pozostawionego w Janville pułku żołnierzy, układają plan schwytania wroga. Wiedzą, że Thierry kocha Isabelle, planują więc uwięzić dziewczynę i tym sposobem zmusić go do wydania się w ich ręce. Początkowo ich knowania odnoszą skutek. Isabelle zostaje uwięziona, a jeden z żołnierzy przekazuje wiadomość, że aby dziewczyna wróciła cała i zdrowa, Thierry musi się poddać. Sytuacja wydaje się bez wyjścia.
Isabelle postanawia działać. Wie, że rzeka, nad którą stoi domek, gdzie ją przetrzymują, płynie obok kryjówki jej przyjaciół. W domku znajduje pióro, jakiego jeszcze nigdy nie widziała. Sądząc, że może to być wskazówka, umieszcza je w jednym ze swych sabotów wraz z pierścieniem, który otrzymała od swego rycerza i puszcza na wodę.
Thierry znajduje tę przesyłkę, nie wie jednak, jakiego gatunku ptak ma takie pióra i gdzie należy go szukać. Ma za mało czasu, by się nad tym zastanawiać. Szczęściem Judas, dawny komediant, wie wszystko o ptakach i rozpoznaje pióro jako należące do pewnego gatunku sokoła, hodowanego jedynie przez Gastona de Foix, który ma w tej okolicy niewielką posiadłość. Przyjaciele chcą towarzyszyć swemu wodzowi w niebezpiecznej wyprawie, ale ten im zabrania, tłumacząc, że nie może ich mieszać do swoich prywatnych spraw. Mimo to mężczyźni idą jego tropem, gotowi w każdej chwili na przyjście mu z pomocą. Okazuje się to jednak niepotrzebne.